# Leopardskildpadde
Leopardskildpadden (Geochelone pardalis) er en skildpadde, der lever i den sydøstlige del af Afrika. Den lever på land og befinder sig i forskellige områder fra sandede kystskove til græsland og halvørken.
Denne skildpaddeart kan blive helt op til 70 cm lang hvilket gør den til Afrikas næststørste landlevende skildpadde, men den bliver normalt mellem 30-70 cm.
Leopardskildpadden er planteæder og lever af græs, frugter og svampe. 
Den er et normalt kæledyr i mange danske hjem.